# Hyalomis thyria
Hyalomis thyria là một loài bướm đêm thuộc phân họ Arctiinae, họ Erebidae.